# Estação Marcel Sembat
Marcel Sembat é uma estação da linha 9 do Metrô de Paris, localizada na comuna de Boulogne-Billancourt.

## Localização
A estação está situada sob a avenue Édouard-Vaillant (D 910) em seu ponto de saída na place Marcel-Sembat. Aproximadamente orientada ao longo de um eixo nordeste/sudoeste, ela se intercala entre as estações Billancourt e Porte de Saint-Cloud.

## História

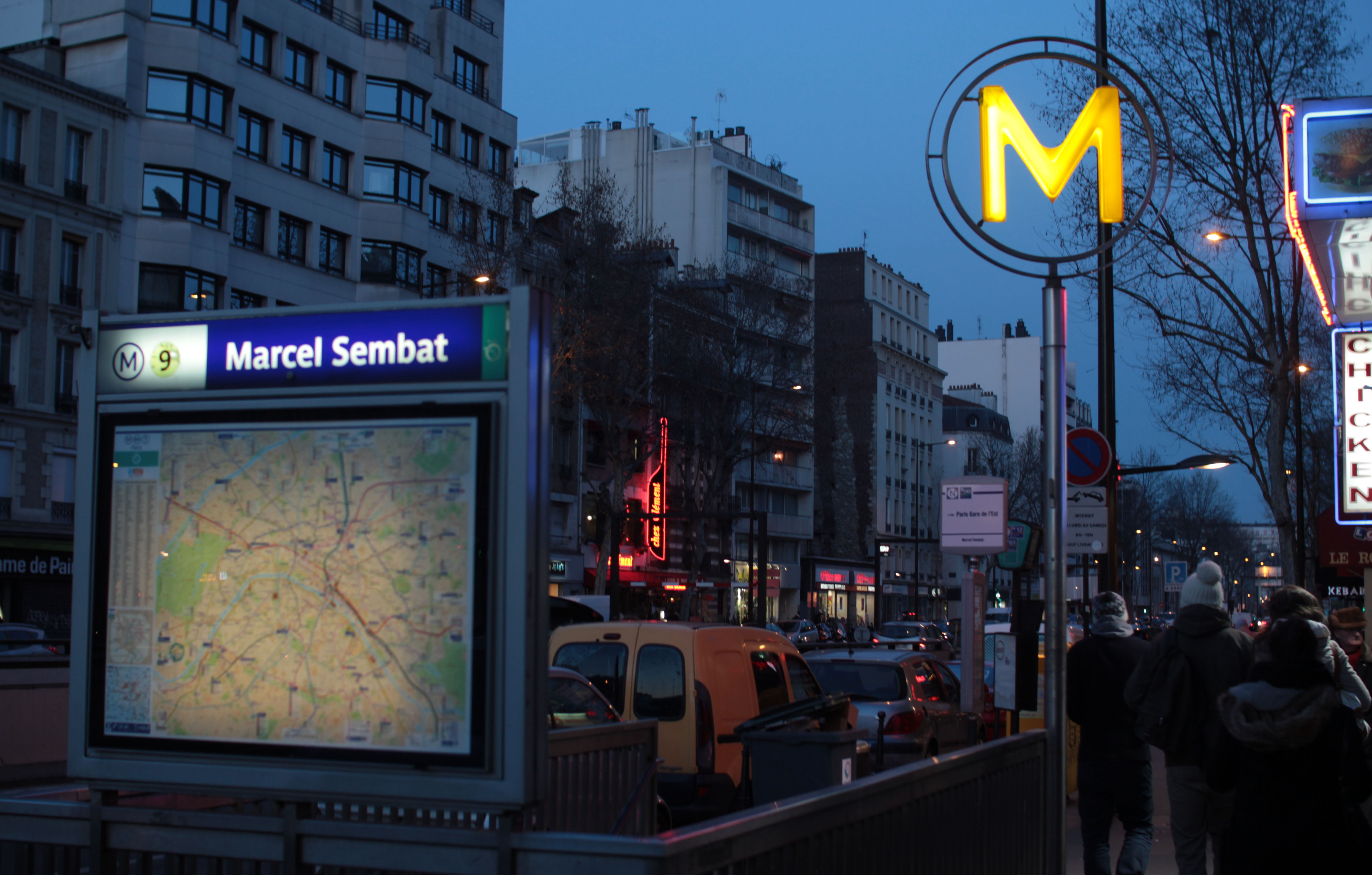
Um dos acessos à estação

A estação foi aberta em 3 de fevereiro de 1934 com o lançamento da extensão da linha 9 de Porte de Saint-Cloud a Pont de Sèvres, que tem um significado histórico por constituir a primeira extensão da rede fora dos limites da capital. Esta estação é, portanto, uma das três primeiras a fornecer serviços para os subúrbios próximos de Paris.
Ela deve seu nome à sua localização ao nordeste da place Marcel-Sembat, que faz homenagem ao jornalista Marcel Sembat (1862-1922) que foi deputado socialista do 18.º arrondissement de Paris (quartier des Grandes-Carrières) desde 1893 até sua morte, responsável de La Petite République de 1892 a 1897 e Ministro das Obras Públicas de 1914 a 1916.
No âmbito do programa "Renovação do metrô" da RATP, os corredores da estação bem como a iluminação das plataformas foram renovados em 23 de abril de 2004.
Em 2011, 5 816 044 passageiros entraram nesta estação. Em 2012, foram 5 868 533 passageiros, o que a coloca na 63ª posição entre as 301 estações da rede por sua frequência. Ele viu entrar 5 942 496 passageiros em 2013, em 60º lugar entre as estações por sua frequência.

## Serviços aos Passageiros

### Acessos
A estação tem sete acessos divididos em oito entradas de metrô, sendo as cinco primeiras decoradas com mastro com "M" amarelo inscrito em um círculo:
- Acesso 1: avenue Victor-Hugo: duas entradas, uma constituída por uma escada fixa e outra por uma escada rolante ascendente, cada uma conduzindo à direita do nº 108 da avenida Édouard-Vaillant, a primeira ao ângulo com avenue Victor-Hugo;
- Acesso 2: place Marcel-Sembat: uma escada fixa situada a leste da place em frente ao nº 103 da avenue Édouard-Vaillant;
- Acesso 3: avenue Édouard-Vaillant: uma escada fixa situada também à direita do nº 103 desta avenida;
- Acesso 4: rue des Quatre-Cheminées - pista de patinação municipal: escada fixa que leva ao nº 1 da avenue du Général-Leclerc;
- Acesso 5: avenue André-Morizet: uma escada fixa situada à direita do nº 2 da avenue du Général-Leclerc;
- Acesso 6: rue Rieux: uma escada fixa ornada com uma balaustrada de tipo Dervaux, se situando no terrapleno lateral da avenue Édouard-Vaillant em frente ao nº 82 bis;
- Acesso 7: rue Danjou: uma escada fixa também dotada de um adorno Dervaux, conduzindo à direita do nº 83 bis da avenida Édouard-Vaillant.

### Plataformas
Marcel Sembat é uma estação de configuração padrão: ela possui duas plataformas de 105 metros de comprimento separadas pelas vias do metrô e a abóbada é elíptica. A decoração é do estilo utilizado pela maioria das estações de metrô: as faixas de iluminação são brancas e arredondadas no estilo "Gaudin" da renovação do metrô da década de 2000, e as telhas em cerâmica brancas biseladas recobrem os pés-direitos, a abóbada e os tímpanos. Os quadros publicitários são em faiança de cor de mel e o nome da estação também é em faiança no estilo da CMP original. Os assentos de estilo "Motte" são de cor vermelha.

### Intermodalidade
A estação é servida pelas linhas 42, 123, 126, 175 e SUBB (571) (serviço urbano de Boulogne-Billancourt) (Boucle Nord) da rede de ônibus RATP e, à noite, pelas linhas N12, N61 e N145 da rede de ônibus Noctilien.

## Pontos turísticos
- Prefeitura de Boulogne-Billancourt
- Instituto de Psicologia da Universidade Paris Descartes
- Musée des Années Trente

Galeria de fotografias
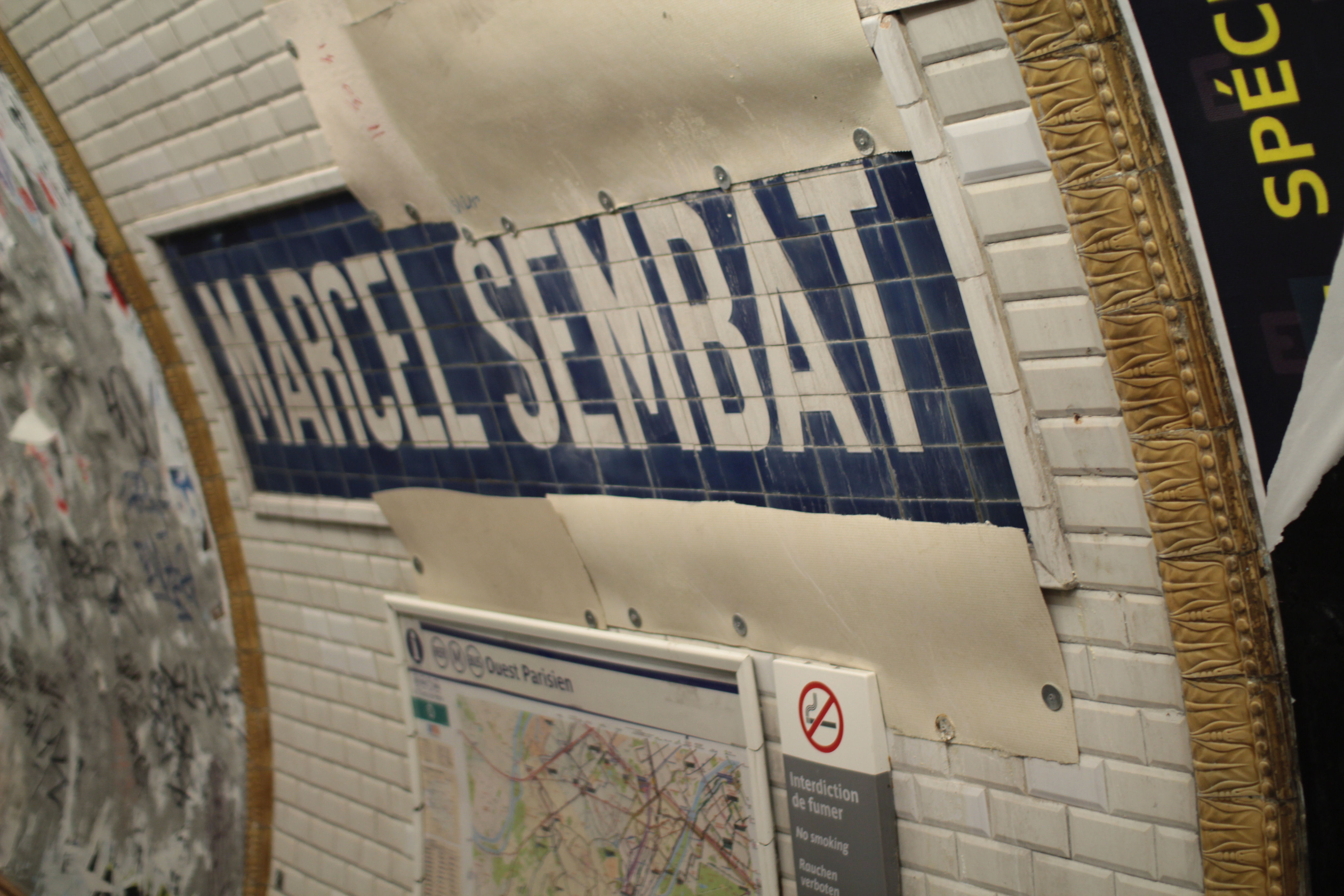
Nom de la station en carreaux blancs sur fond bleu.
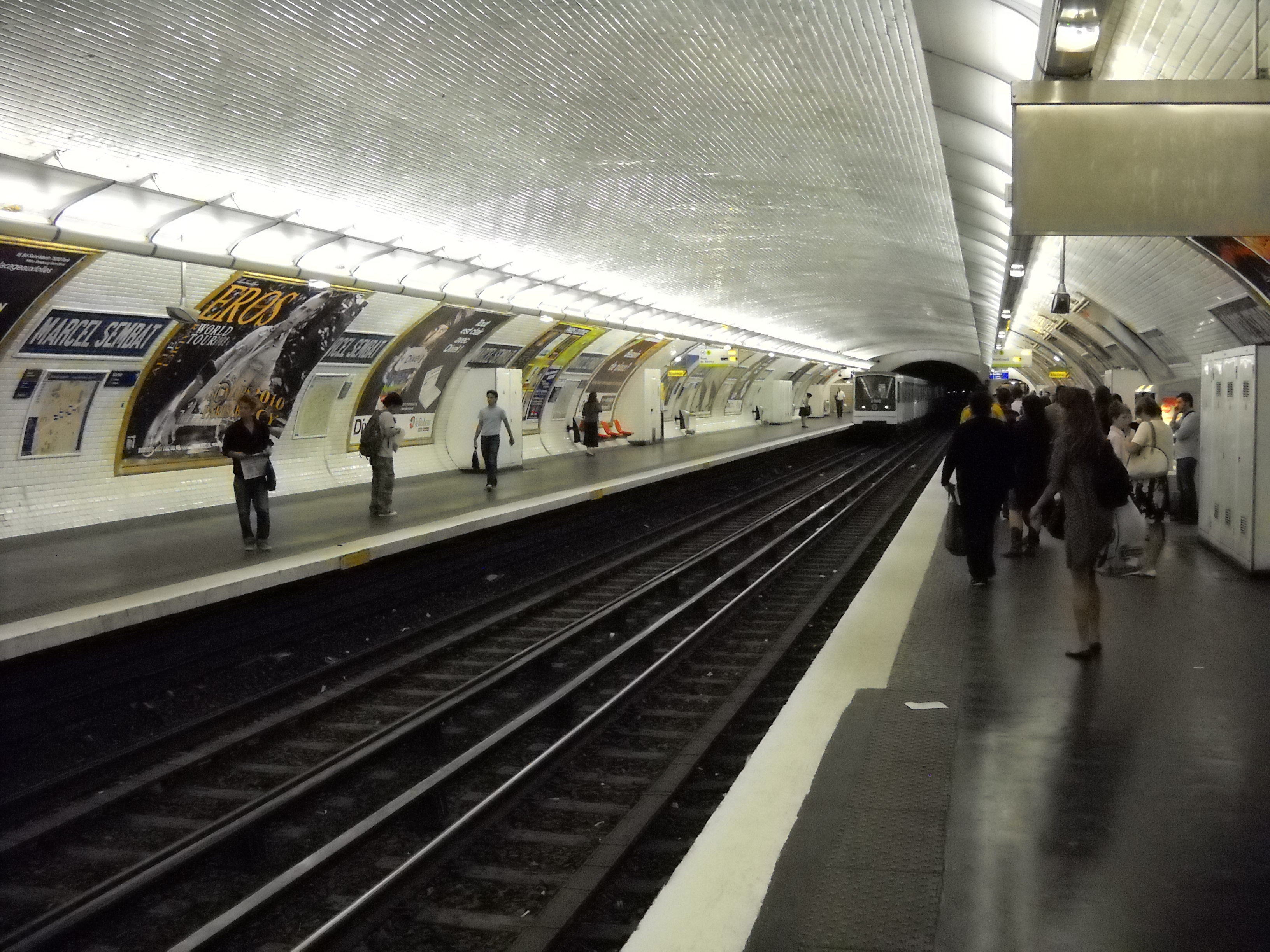
Les quais de la station.